# Kosarzew-Stróża
Kosarzew-Stróża (prononciation : [kɔˈsaʐɛf ˈstruʐa]) est un village polonais de la gmina de Krzczonów dans le powiat de Lublin de la voïvodie de Lublin dans l'est de la Pologne.
Le village comptait approximativement une population de 238 habitants en 2013 .

## Histoire
De 1975 à 1998, le village est attaché administrativement à l'ancienne Voïvodie de Lublin.

Depuis 1999, il fait partie de la nouvelle voïvodie de Lublin.